# Терса (Волгоградская область)
Терса — село в Еланском районе Волгоградской области России, административный центр и единственный населённый пункт Терсинского сельского поселения.
Население — 1235 (2021)

## История
Село Никольское (Терса) обозначено на карте Западной части России Шуберта 1826—1840 годов. Село входило в состав Аткарского уезда Саратовской губернии. Согласно Схематической карте Аткарского уезда 1912 года Терса являлась волостным селом.
Согласно Списку населённых мест Аткарского уезда 1914 года (по сведениям за 1911 год) село населяли бывшие государственные крестьяне, великороссы, всего 3356 мужчин и 3227 женщин. В селе имелись церковь, церковная и земская школы, проводилась ярмарка. Слобода Терса являлась единственным селом Терсинской волости
В 1921 году Терсинская волость перечислена из Аткарского уезда в новый Еланский уезд. В 1923 году в связи с упразднением Еланского уезда волость включена в состав Еланской волости Балашовского уезда
С 1928 году село — в составе Еланского района Камышинского округа (упразднён в 1930 году) Нижне-Волжского края (с 1934 года — Сталинградского края, с 1936 года — Сталинградской области). Село являлось центром Терсинского сельсовета..

## География
Село находится в пределах Хопёрско-Бузулукской равнины, являющейся южным окончанием Окско-Донской низменности, на реке Терса (преимущественно на правом берегу), на высоте около 115 метров над уровнем моря. Ландшафт суббореальный умеренно континентальный, типично-степной, аллювиально-аккумулятивный. Для данной местности характерны пойма и низкие террасы, плоские и гривисто-западинные, с руслами, протоками, редкими небольшими участками дубовых и ольховых лесов, массивами лугов, участками сельскохозяйственных земель.
Почвы: в пойме Терсы — пойменные слабокислые и нейтральные, выше по склону — чернозёмы южные.
По автомобильным дорогам расстояние до областного центра города Волгоград составляет 330 км, до районного центра рабочего посёлка Елань — 8,7 км.
Климат
Климат умеренный континентальный (согласно классификации климатов Кёппена — Dfb). Многолетняя норма осадков — 451 мм. В течение города количество выпадающих атмосферных осадков распределяется относительно равномерно: наибольшее количество осадков выпадает в июне — 53 мм, наименьшее в марте — 23 мм. Среднегодовая температура положительная и составляет + 6,3 °С, средняя температура самого холодного месяца января −9,9 °С, самого жаркого месяца июля +21,7 °С.
Часовой пояс
Терса, как и вся Волгоградская область, находится в часовой зоне МСК (московское время). Смещение применяемого времени относительно UTC составляет +3:00.

## Население
Динамика численности населения по годам:
| 1859 | 1897 | 1911 | 1987  | 2002 |
| ---- | ---- | ---- | ----- | ---- |
| 3446 | 5401 | 6583 | ≈1900 | 1658 |

| 2010  | 2012  | 2013  | 2014  | 2015  | 2016  | 2017  |
| ----- | ----- | ----- | ----- | ----- | ----- | ----- |
| 1540  | ↘1519 | ↘1468 | ↘1415 | ↘1392 | ↘1375 | ↘1348 |
| 2018  | 2019  | 2020  | 2021  |       |       |       |
| ↘1299 | ↘1280 | ↘1268 | ↘1235 |       |       |       |